# Lophozia badensis
Lophozia badensis là một loài Rêu trong họ Jungermanniaceae. Loài này được (Gottsche) Schiffner mô tả khoa học đầu tiên năm 1902.